# Miguel Ángel Santoro
Miguel Ángel Santoro (* 27. února 1942, Sarandí) je bývalý argentinský fotbalový brankář. Po skončení aktivní kariéry byl v letech 2005-2009 byl čtyřikrát trenérem CA Independiente.

## Klubová kariéra
Začínal v Argentině v týmu CA Independiente, se kterým vyhrál čtyřikrát argentinský šampionát, třikrát Pohár osvoboditelů a v roce 1973 Interkontinentální pohár. Od roku 1974 chytal ve Španělsku za Hércules Alicante. V Poháru osvoboditelů nastoupil ve 41 utkáních a v Interkontinentálním poháru nastoupil v 8 utkáních.

## Reprezentační kariéra
Za reprezentaci Argentiny nastoupil v letech 1965-1974 ve 14 utkáních, byl členem argentinské reprezentace na Mistrovství světa ve fotbale 1974, ale zůstal jen mezi náhradníky a do utkání nenastoupil.

## Ligová bilance
| Ročník                            | Zápasy | Góly | Klub              |
| --------------------------------- | ------ | ---- | ----------------- |
| Primera División (Argentina) 1962 | -      | -    | CA Independiente  |
| Primera División (Argentina) 1963 | -      | -    | CA Independiente  |
| Primera División (Argentina) 1964 | -      | -    | CA Independiente  |
| Primera División (Argentina) 1965 | -      | -    | CA Independiente  |
| Primera División (Argentina) 1966 | -      | -    | CA Independiente  |
| Primera División (Argentina) 1967 | -      | -    | CA Independiente  |
| Primera División (Argentina) 1968 | -      | -    | CA Independiente  |
| Primera División (Argentina) 1969 | -      | -    | CA Independiente  |
| Primera División (Argentina) 1970 | -      | -    | CA Independiente  |
| Primera División (Argentina) 1971 | -      | -    | CA Independiente  |
| Primera División (Argentina) 1972 | -      | -    | CA Independiente  |
| Primera División (Argentina) 1973 | -      | -    | CA Independiente  |
| Primera División (Argentina) 1974 | -      | -    | CA Independiente  |
| Primera División 1974/75          | 20     | 0    | Hércules Alicante |
| Primera División 1975/76          | 14     | 0    | Hércules Alicante |
| Primera División 1976/77          | 16     | 0    | Hércules Alicante |
| CELKEM Primera División           | 504    | 0    |                   |